# Primera Iglesia Bautista (Hoboken)
La Primera Iglesia Bautista (Iglesia Adventista del Séptimo Día) es una iglesia histórica en 901-907 Bloomfield Street en Hoboken, condado de Hudson, Nueva Jersey (Estados Unidos).
Fue construido en 1890 a partir de un diseño de French, Dixon & DeSaldern de Nueva York y agregado al Registro Nacional de Lugares Históricos en 2006.
La iglesia cerró en 2014 y en 2017 se estaba convirtiendo en condominios.